# 小行星4321
小行星4321（4321 Zero）是一顆主帶小行星，於1981年3月2日被賽丁泉天文台的Schelte J. Bus在英國施密特-加州理工小行星巡天的例行觀測中發現。
該小行星美國男演員澤洛·莫斯特爾以命名。

## 外部連結
- JPL Small-Body Database Browser on 4321 Zero （页面存档备份，存于）